# Kim Sigler

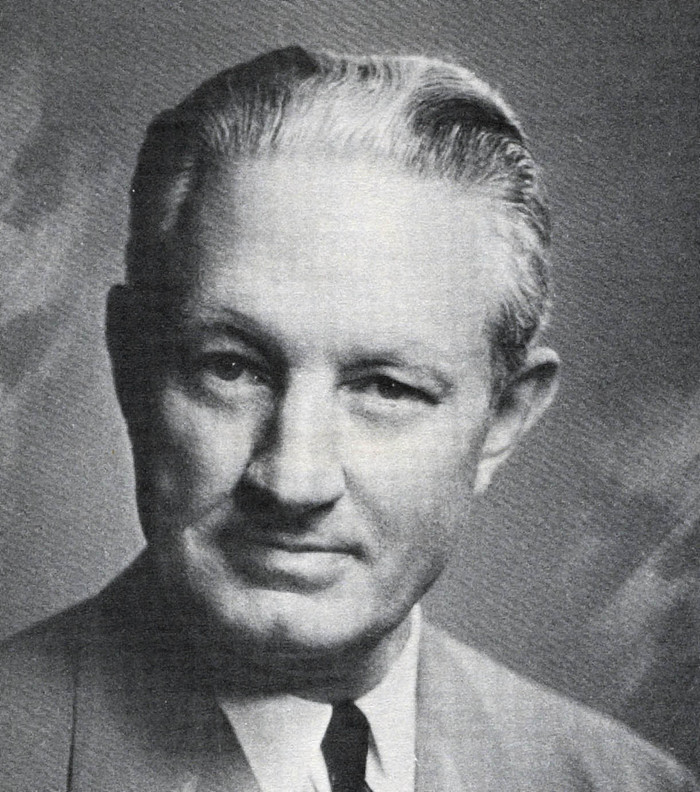
Kim Sigler

Kimber Cornellus Sigler (* 2. Mai 1894 in Schuyler, Nebraska; † 30. November 1953 in Augusta, Michigan) war ein US-amerikanischer Politiker und von 1947 bis 1949 der 40. Gouverneur von Michigan.

## Frühe Jahre
Sigler besuchte die University of Michigan und studierte später Jura an der Detroit Law School. Dort machte er 1918 sein Examen. Anschließend machte er in verschiedenen Städten in Michigan eine Karriere als Rechtsanwalt. Bei einer Untersuchung wegen Korruption gegen die Legislative von Michigan, die aus dem Landesparlament und dem Landessenat besteht, war Sigler der leitende Staatsanwalt.

## Politischer Aufstieg
Ursprünglich war Sigler Mitglied der Demokratischen Partei. Im Jahr 1928 bewarb er sich erfolglos um das Amt des Justizministers von Michigan. Danach wechselte er zur Republikanischen Partei über. Am 5. November 1946 wurde er als Kandidat der Republikanischen Partei gegen den früheren Gouverneur Murray van Wagoner zum neuen Gouverneur seines Landes gewählt.

## Gouverneur von Michigan
Sigler trat sein neues Amt am 1. Januar 1947 an. In seiner zweijährigen Amtszeit wurden einige Regierungsabteilungen neu organisiert und eine eigene Verwaltungsabteilung (Department of Administration) wurde geschaffen. Im Jahr 1948 war Sigler Delegierter auf dem Bundesparteitag der Republikanischen Partei auf dem Thomas E. Dewey zu deren Präsidentschaftskandidaten nominiert wurde. Dewey unterlag dann aber bei den Wahlen gegen Harry S. Truman. Bei den Gouverneurswahlen des Jahres 1948 unterlag Sigler gegen seinen Demokratischen Herausforderer G. Mennon Williams. Daher musste er am 1. Januar 1949 aus seinem Amt ausscheiden.

## Weiterer Lebenslauf
Nach dem Ende seiner Gouverneurszeit machte Sigler nur noch einmal Schlagzeilen, als ein von ihm als Pilot geflogenes Flugzeug am 30. November 1953 mit einem Fernsehmast in Augusta in Michigan kollidierte und abstürzte. Dabei kam der frühere Gouverneur ums Leben. Er war mit Mae L. Pierson verheiratet. Das Paar hatte ein gemeinsames Kind.